# Antoni Gagatnicki
Antoni Gagatnicki, herbu Pniejnia (ur. 10 kwietnia 1891 w Jasienicy, zm. 18 kwietnia 1971 w Przemyślu) – polski ksiądz rzymskokatolicki, doktor teologii, rektor i wykładowca Wyższego Seminarium Duchownego w Przemyślu, autor prac naukowych oraz rękopisów historycznych poświęconych Tokarni i okolicy.

## Życiorys
W 1909 roku ukończył Gimnazjum im. Króla Jana III Sobieskiego w Krakowie. Następnie podjął studia filozoficzne na Uniwersytecie Jagiellońskim, jednak po roku wstąpił do Wyższego Seminarium Duchownego w Przemyślu. Wyświęcony na kapłana 5 lipca 1914 roku. Przez 4 lata był wikariuszem w parafii Przeworsk, potem w Krakowcu, następnie jako katecheta w Przeworsku do 1937 roku – do otrzymania emerytury szkolnej. W 1923 podjął studia teologiczne na Uniwersytecie we Lwowie. 
12 czerwca 1926 roku obronił pracę doktorską Zesłanie Ducha Św. w świetle krytyki historycznej. Promotorem był przemyski kapłan prof. Kazimierz Wais. Po doktoracie w latach 1937–1939 był katechetą w Jaśle. Wojnę spędził w rodzinnej Tokarni i Łętowni. W tym czasie spisał obszerne kroniki dziejów rodów szlacheckich z terenu Tokarni, Skomielnej Czarnej, Łętowni. 12 października 1946 wrócił do diecezji i został kapelanem sióstr służebniczek w Brzozowie w budynku po „wojennym” Seminarium duchownym. W 1947 roku został odznaczony Rokietą i Mantoletem, a 9 sierpnia 1947 roku otrzymał nominację na rektora Niższego Seminarium Duchownego na miejsce ks. Juliana Atamana oraz został wykładowcą pedagogiki i katechetyki w WSD. Był aktywny w centralnych instytucjach diecezji: Urzędu, potem Referatu Katechetycznego, był wizytatorem nauki religii, pracownikiem Sądu Diecezjalnego.
Zmarł 18 kwietnia 1971 roku. Pochowany w grobowcu Kapituły Przemyskiej. 10 listopada 1976 roku jego prochy ekshumowano i przewieziono do Tokarni. Spoczął w grobowcu kapłańskim obok ks. Jana Macha. 
W 2016 roku rękopisy ks. Antoniego Gagatnickiego zostały opracowane i opublikowane w książce Zapomniane rękopisy, Barłomiej Dyrcz

## Rękopisy
- Historia dworu i kaplicy w Tokarni[12].
- Majątek Dworski Łętownia
- Kościół Parafialny w Łętowni
- Majątek Dworski Skomielna Czarna
- Genealogie Łodzińskich h. Radwan, Targowskich h. Tarnawa, Gagatnickich h. Pniejnia, Gostkowskich h. Gozdawa
- Rękopisy – wspomnienia z różnych podróży m.in. do Ziemi Świętej spłonęły w pożarze.

## Prace naukowe
- Etyka ogólna, maszynopis, Przemyśl 1968
- Katechetyka, maszynopis, Przemyśl 1959
- Psychologia wychowawcza dziecka i młodzieży, maszynopis, Przemyśl 1957
- Socjologia, maszynopis, Przemyśl 1968
- Ekonomia społeczna, Przemyśl 1966
- Etyka szczegółowa, (bez roku wydania)
- Historia Katolickiej nauki społecznej. Encykliki społeczne, Przemyśl 1966
- Pedagogika, (bez daty wydania)

## Odznaczenia
- Expositorium Canonicale (1926)
- Medal 10-lecia Odzyskania Niepodległości (1929)
- Brązowy Medal za Długoletnią Służbę (1938)
- Rokieta i Mantolet (1947)